# Consiglio interreligioso della Bosnia ed Erzegovina
Il Consiglio interreligioso della Bosnia ed Erzegovina (Međureligijsko vijeće u Bosni i Hercegovini, MRV in serbo-croato) è stato istituito nel 1997 con l'aiuto della Conferenza mondiale delle religioni per la pace. I suoi membri fondatori includevano il Gran Mufti Mustafa Cerić, il metropolita Nikolaj di Dabar-Bosnia, il cardinale e arcivescovo di Vrhbosna Vinko Puljić e Jakob Finci della comunità ebraica di Bosnia ed Erzegovina. La sua composizione riflette le comunità islamiche, cristiane ed ebraiche del paese. 